# Psychocandy
Psychocandy es el álbum debut de la banda escocesa The Jesus and Mary Chain.

## Grabación
The Jesus and Mary Chain se formó a comienzos de los años 1980 por los hermanos William y Jim Reid. Grabaron su primer sencillo, “Upside Down/Never Understand”, en noviembre de 1984 con Creation Records. Tras el éxito de este primer trabajo, ficharon por el sello discográfico Blanco y Negro Records y en febrero de 1985 comenzaron la grabación de su primer álbum, Psichocandy.
El disco se grabó en seis semanas en los Southern Studios en Wood Green (Londres) con John Loder como ingeniero de sonido. Contó con la incorporación de Bobby Gillespie a la batería y Douglas Hart al bajo. Consta de un total de catorce canciones donde predominan las guitarras saturadas, feedbacks, ecos y acoples junto a unas nítidas melodías vocales cercanas al Pop. El álbum fusiona las dos influencias principales de los hermanos Reid, las guitarras de los Stooges y la Velvet Underground, y el Pop de los Beach Boys y Phil Spector por otra.

## Lanzamiento y recepción
El álbum fue lanzado el 18 de noviembre de 1985 recibiendo unánimemente críticas muy positivas por parte de la prensa musical británica. Fue considerado por New Musical Express como el mejor álbum del año. Otras publicaciones como The Face o Melody Maker lo incluyeron entre los cinco mejores. 
Elevado a la categoría de “disco de culto”, actualmente es considerado un hito del Noise pop y precursor del Shoegazing. La revista Rolling Stone lo incluyó en el puesto número 269 de entre los 500 mejores álbumes de todos los tiempos y en el 45 de los 100 mejores álbumes debut de todos los tiempos y en el puesto 70 de su lista de los 100 mejores álbumes debut.
El álbum se reeditó en 2015 con motivo del 30 aniversario de su publicación y la banda realizó una gira por Europa, Canadá y Estados Unidos.

## Lista de canciones
Todas las canciones fueron escritas por William y Jim Reid.

| N.º | Título                  | Duración |  |
| 1.  | «Just Like Honey»       | 3:03     |  |
| 2.  | «The Living End»        | 2:16     |  |
| 3.  | «Taste the Floor»       | 2:56     |  |
| 4.  | «The Hardest Walk»      | 2:40     |  |
| 5.  | «Cut Dead»              | 2:47     |  |
| 6.  | «In a Hole»             | 3:02     |  |
| 7.  | «Taste of Cindy»        | 1:42     |  |
| 8.  | «Never Understand»      | 2:57     |  |
| 9.  | «Inside Me»             | 3:09     |  |
| 10. | «Sowing Seeds»          | 2:50     |  |
| 11. | «My Little Underground» | 2:31     |  |
| 12. | «You Trip Me Up»        | 2:26     |  |
| 13. | «Something's Wrong»     | 4:01     |  |
| 14. | «It's So Hard»          | 2:37     |  |

## Personal

### The Jesus and Mary Chain
- Jim Reid – voz, guitarra
- William Reid – voz, guitarra
- Douglas Hart – bajo
- Bobby Gillespie – batería

### Músicos adicionales
- Karen Parker – coros
- Laurence Verfaillie – coros